# Ines Müller (patinadora)
Ines Müller es una antigua patinadora sobre hielo alemana que compitió junto a Ingo Steuer en la disciplina de patinaje artístico en parejas. Consiguieron el séptimo puesto en dos Campeonatos Europeos. Müller abandonó el patinaje de competición después de la temporada 1990-1991.

## Resultados
(Con Ingo Steuer)
| Internacional                                                      | Internacional | Internacional | Internacional |
| Acontecimiento                                                     | 1988–89       | 1989–90       | 1990–91       |
| ------------------------------------------------------------------ | ------------- | ------------- | ------------- |
| Campeonato Europeo de Patinaje Artístico sobre Hielo               | 7.ª           | 7.ª           |               |
| Copa Bofrost                                                       | 5.ª           |               |               |
| Skate Canada                                                       | 5.ª           |               |               |
| Nacional                                                           |               |               |               |
| Campeonato alemán de patinaje artístico sobre hielo                | 4.ª           |               |               |
| Campeonatos Nacionales de patinaje artístico sobre hielo de la RDA | 3.ª           | 3.ª           |               |